# Olszany (powiat grójecki)
Olszany (dawn. Olszamy) – wieś sołecka w Polsce położona w województwie mazowieckim, w powiecie grójeckim, w gminie Jasieniec.
Wieś szlachecka położona była w drugiej połowie XVI wieku w powiecie grójeckim ziemi czerskiej województwa mazowieckiego. 
W latach 1975–1998 miejscowość położona była w województwie radomskim.